# Куронгіт
Куронгі́т (рос. куронгит, англ. coorongite, нім. Coorongit m) — різновид сапропелей, продукт субаерального перетворення матеріалу водоростей Elaeophytoa coorongiana Thiess. 
Склад органічної маси (%): С 79,7; Н 12,0; N 0,7; S 0,1; О 7,5. 
Вихід летких речовин 75 % на органічну масу. 
За зовнішнім виглядом — каучукоподібна речовина темно-бурого кольору, зустрічається в солоних лагунах Південної Австралії.